# Badr bin Abd al-Aziz Al Sa'ud
Badr bin ʿAbd al-ʿAzīz Āl Saʿūd (in arabo بدر بن عبد العزيز آل سعود‎?; Riyad, 1932 – Riyad, 1º aprile 2013) è stato un principe, politico e militare saudita, membro della famiglia reale Āl Saʿūd.

## Primi anni di vita ed educazione
Badr è nato nel 1932. Suo padre era il re ʿAbd al-ʿAzīz e il principe fu il suo ventesimo figlio. Sua madre era Haya bint Saʿd al-Sudayrī, morta a Riyāḍ il 18 aprile 2003, per cause non dichiarate, all'età di 90 anni e sepolta nel cimitero della città. La madre apparteneva alla potente famiglia Sudayri. Fratelli germani di Badr erano i principi ʿAbd al-Majīd e ʿAbd al-Ilāh. Il principe Badr è stato educato a Riyāḍ.

## Carriera
Re Saʿūd ha nominato il principe Badr ministro dei trasporti nel 1960 e poi ministro delle comunicazioni nel 1961. Il suo mandato è durato solo un anno, fino alla sua partecipazione al Movimento dei principi liberi. Dopo la sua riabilitazione da parte di re Fayṣal, il principe Badr è stato nominato vice comandante della Guardia Nazionale nel 1967. Inoltre ha fatto parte delle delegazioni saudite responsabili delle diverse missioni internazionali.
Ha inoltre curato la Janadriyya, un festival culturale annuale che si tiene a Riyāḍ. Anche se il re ʿAbd Allāh lo ha sempre sostenuto e apprezzato, il principe Badr tendeva a mantenere un basso profilo e non ha preso parte alle lotte di potere all'interno della famiglia. Come vice comandante della Guardia Nazionale è stato nominato membro del Consiglio di Sicurezza nazionale appena fondato nel 2005. Inoltre, è diventato membro del Consiglio di Fedeltà, che è responsabile della successione, quando è stato costituito nel 2007.
Badr, chiese di essere sollevato dall'incarico a causa di problemi di salute nel novembre 2010. Pochi minuti dopo, le agenzie hanno annunciato che la sua richiesta era stata accettata. Il principe Badr è stato indicato come consigliere di re ʿAbd Allāh nei cablogrammi diplomatici degli Stati Uniti.

## Vita personale
Badr ha sposato Ḥaṣṣa bint ʿAbd Allāh al-Sudayrī, figlia di suo zio materno. Avevano sette figli, quattro femmine e tre maschi. Il figlio maggiore Fahd è governatore della provincia di al-Jawf. La moglie del principe Fahd è Sāra bint ʿAbd Allāh, figlia del re ʿAbd Allāh e di Ḥaṣṣa bint Ṭirād al-Shaʿlān.
Il principe Badr non ha mai avuto un profilo pubblico elevato. Inoltre, non ha mai esercitato una grande quantità di controllo esecutivo durante il suo mandato, anche se la sua influenza non poteva essere negata.

## Morte
Badr è morto il 1º aprile 2013 all'età di 81 anni. La preghiera funebre si è tenuta dopo quella del pomeriggio nella moschea Imām Turkī bin ʿAbd Allāh a Riyāḍ, il 2 aprile.